# Enrique Baquedano
Enrique Baquedano Pérez, né à Soria le 5 mai 1958, est un archéologue espagnol, diplômé en géographie et en histoire à l'université Complutense de Madrid et docteur de l'université de Valladolid. Il reçoit le prix de Premio Castilla y León de la Restauración y Conservación del Patrimonio (es) en 2011. Il est également le conservateur du musée archéologique régional de la Communauté de Madrid.

## Distinctions
- Premio Castilla y León de la Restauración y Conservación del Patrimonio (es) en 2011[1] ;
- Premio Ciudad de Alcalá de Patrimonio Mundial (es)  en 2019 par la Mairie d'Alcalá de Henares (es)[2].